# 洪吉童
洪吉童（1443年—1512年），又作洪吉同，是朝鮮王朝燕山君在位期間的一個盜賊。本貫南陽洪氏，是洪尚植的孽子（即賤妾所生的「庶子」），有兩名嫡出兄弟洪逸童、洪貴童，母親是妓生出身的文氏，妓名玉英香。洪吉童在《萬姓大同譜》中被稱為「精於道術者」。哥哥洪逸童的女兒是朝鮮成宗的後宮淑儀洪氏。
在李瀷的《星湖僿說》中，將洪吉童與張吉山、林巪正並稱為朝鮮三大義賊。
在現代韓國，「洪吉童」被視為無名氏的替代名字，如同中國的張三、李四一般。

## 生平
依照朝鮮王朝的從母法，子女需繼承母親的社會階層，洪吉童為屬於賤民的妓生所生之子，亦是賤民階級，因此不能參加大科科舉考試（「大科」即考取功名授予官職參與政治的考試，只有兩班階層可以參加，其他百姓與賤民只能參加「雜科」，即技能方面的考試）。朝廷廢除了庶民管理同等制度的《經國大典》頒佈後，洪吉童來到了當時隸屬于羅州目的長城縣，以葦嶺爲中心開展活動。又以光州的無登山和靈岩的月出山爲根據地，劫走貪官污吏及土豪的不義之財並分之與民衆，與官軍對抗。後又在金泉黃嶽山跟隨著學祖大師學習兵法和武功。
睿宗元年正月十月被政府軍討伐，於同年十一月中旬把根據地移至新安郡押海岛。洪吉童親自參與了漁業和農業活動，成宗元年，再把根據地遷到西南海岸的海岛上。
成宗二十年，全南道道使韓建将洪吉童集团定为暴徒，把被捕的犯人严刑拷打。洪吉童集團暫停農業活動。成宗二十四年，朝廷為控制反抗活动，對从事海上活动的人发行海上通行证，洪吉童集團受到更嚴密的監控。
燕山君元年，洪吉童集团以势力范围扩展到了整个忠清道，參與者包括朝廷官吏、地方首領如嚴貴孫等。燕山君六年發生壬午士禍，不少士林派被殺或是被流放，加上連年乾旱，民怨載道。朝廷頒布大赦令，洪吉童集团自首，被判欺上罪，同年十一月被流放至南海三千里。
1505年，洪吉童集团由琉球國久米岛（今屬日本沖繩縣）登陆，驱逐了实行残酷统治的酋长，开展了以日本、琉球国、中国为对象的中介贸易活动，並建造了防禦敌人的城，統治當地。據《洪吉童傳》所載，洪吉童享年七十歲。
洪吉童與妻子高乙露育有三男兩女，高乙露把優質稻種帶到琉球，改善當地農民的生活，現時沖繩一帶和八重山地區都把她推崇爲豐裕之女神。
有說法指洪吉童與尚真王時代的豪族遠彌計赤蜂是同一人，但現時仍未有足夠史料證實。

## 有記載洪吉童的文獻

### 朝鮮
- 《朝鲜王朝实录》
- 《泽堂集》
- 《溪西野谈》
- 《青丘野谈》
- 《补海东异绩》
- 《星湖僿说》
- 《韦岛王传》
- 《万姓大同谱》

### 中國
- 《明史》
- 《明史宝鉴》

### 琉球
- 《球阳》
- 《八重山由来记》
- 《八重山岛缘来记》
- 《琉球国由来记》
- 《宫多史典》
- 《宫多岛庶民史》

## 相關作品
洪吉童的事蹟被朝鮮王朝時期的作家許筠寫成小說《洪吉童傳》，小說把洪吉童描繪成一個武藝高超、智慧非凡、道術高強的傳奇人物，這個藝術形象比歷史上真實的洪吉童更為人所熟悉。洪吉童的事蹟也被改編成電影和電視劇，如《快刀洪吉童》、《逆賊：偷百姓的盜賊》。